# Sternacostal suture
Sternacostal suture – zewnętrzny szew rzekomy obecny na sterna tułowiowych owadów.
Szew ten łączy poprzecznie odpowiadające apofizom sternalnym dołki apofizowe, wyznaczając granicę między basisternum a sternellum lub furcasternum.
Po wewnętrznej stronie sternum równolegle do szwu biegnie sternacosta.